# Ronny Danielsson
Bert Ronny Danielsson, född 31 december 1948 i Malmö Sankt Pauli församling, är en svensk, frilansande och malmöbaserad, regissör. Efter att under 1980- och tidigt 1990-tal ha arbetat i flera år med Studioteatern och gjort många stora uppmärksammade musikaler i okonventionella lokaler (flyghangarer, fabriker, utomhus m.m.) har Danielson nu sin arbetsplats på Skandinaviens stora scener. 
Han har arbetat på Dramaten, Göteborgsoperan och på stadsteatrarna i Stockholm, Malmö, Göteborg, Helsingborg med mera. Han var teaterchef på Göteborgs stadsteater 1995 – 1997.
Han har 2014 erhållit H.M. Konungens medalj av 8:e storleken i Serafimerordens band för sina betydande insatser som regissör.

## Teater

### Regi (ej komplett)
| År   | Produktion                                                          | Upphovsmän | Teater                   |
| ---- | ------------------------------------------------------------------- | --- | ------------------------ |
| 1984 | Tolvskillingsoperan Die Dreigroschenoper                            | Bertolt Brecht och Kurt Weill Översättning Curt Berg                                                          | Studioteatern            |
| 1985 | Berättarverkstan                                                    | William Shakespeare Bearbetning Ronny Danielsson                                                              | Malmö stadsteater        |
| 1993 | Bernardas hus La casa de Bernarda Alba                              | Federico García Lorca Översättning Karin Alin                                                                 | Malmö stadsteater        |
| 1993 | Blodsbröder Blood Brothers                                          | Willy Russell Översättning Klas Östergren och Sven Hugo Persson                                               | Helsingborgs stadsteater |
| 1995 | Merlin, Djävulens son Merlin oder Das wüste Land                    | Tankred Dorst                                                                                                 | Stockholms stadsteater   |
| 1996 | Spindelkvinnans kyss Kiss of the Spider Woman                       | John Kander, Fred Ebb och Terrence McNally Översättning Stina Nordenstam, Lasse Söderberg och Carsten Palmaer | Helsingborgs stadsteater |
| 1997 | En midsommarnattsdröm A Midsummer Night's Dream                     | William Shakespeare                                                                                           | Göteborgs stadsteater    |
| 1999 | Hair                                                                | Gerome Ragni, James Rado och Galt MacDermot Översättning Maria Blom                                           | Stockholms stadsteater   |
| 1999 | Cyrano de Bergerac                                                  | Edmond Rostand                                                                                                | Dramaten                 |
| 1999 | Elisabeth                                                           | Sylvester Levay och Michael Kunze                                                                             | Wermland Opera           |
| 2000 | Muntra fruarna i Windsor The Merry Wives of Windsor                 | William Shakespeare                                                                                           | Stockholms stadsteater   |
| 2000 | Five Guys Named Moe                                                 | Louise Jordan Översättning Ulricha Johnson                                                                    | Stockholms stadsteater   |
| 2000 | Recensenten                                                         | | Stockholms stadsteater   |
| 2001 | Romeo och Juliet Romeo and Juliet                                   | William Shakespeare                                                                                           | Det Norske Teatret       |
| 2001 | Evita                                                               | Andrew Lloyd Webber och Tim Rice                                                                              | Göteborgsoperan          |
| 2002 | GG – En musikal om Greta och Gilbert Hollywood: Ritratto di un Divo | Guido Morra och Gianni Togni Översättning Elvira Barsotti                                                     | Stockholms stadsteater   |
| 2002 | Godspell                                                            | John-Michael Tebelak och Stephen Schwartz                                                                     | Stockholms stadsteater   |
| 2002 | Mozart!                                                             | Michael Kunze och Sylvester Levay                                                                             | Wermland Opera           |
| 2004 | Trollkarlen från Oz The Wizard of Oz                                | L. Frank Baum Bearbetning Cristina Gottfridsson                                                               | Malmö Stadsteater        |
| 2005 | Spindelkvinnans kyss Kiss of the Spiderwoman                        | John Kander, Fred Ebb och Terrence McNally                                                                    | Malmö Opera              |
| 2006 | Jekyll & Hyde                                                       | Leslie Bricusse och Frank Wildhorn                                                                            | Wermland Opera           |
| 2007 | Zorba                                                               | | Malmö Opera              |
| 2007 | Carmen                                                              | Georges Bizet, Henri Meilhac och Ludovic Halévy                                                               | Pildammsteatern          |
| 2008 | Kvinnornas hämnd Kvindernes Hævn                                    | Vivian Nielsen Översättning Iwa Boman                                                                         | Stockholms stadsteater   |
| 2008 | Jesus Christ Superstar                                              | Andrew Lloyd Webber och Tim Rice                                                                              | Malmö Opera              |
| 2009 | Sunset Boulevard                                                    | Andrew Lloyd Webber, Don Black och Christopher Hampton                                                        | Wermland Opera           |
| 2010 | All we need is love                                                 | Klas Abrahamsson                                                                                              | Malmö Stadsteater        |
| 2010 | Jekyll & Hyde                                                       | Leslie Bricusse och Frank Wildhorn                                                                            | Malmö Opera              |
| 2011 | Hair                                                                | Gerome Ragni, James Rado och Galt MacDermot Översättning Rikard Bergqvist                                     | Stockholms stadsteater   |
| 2012 | Here Comes the Sun                                                  | Klas Abrahamsson                                                                                              | Malmö stadsteater        |
| 2012 | Arsenik och gamla spetsar Arsenic and Old Lace                      | Joseph Kesselring Översättning Calle Norlén                                                                   | Fredriksdalsteatern      |
| 2012 | Jesus Christ Superstar                                              | Andrew Lloyd-Webber och Tim Rice Översättning Ola Salo                                                        | Göta Lejon               |
| 2013 | West Side Story                                                     | Leonard Bernstein, Stephen Sondheim och Arthur Laurents Översättning Rikard Bergqvist                         | Stockholms stadsteater   |
| 2013 | Miss Saigon                                                         | Claude-Michel Schönberg, Alain Boublil och Richard Maltby, Jr. Översättning Rikard Bergqvist                  | Malmö Opera              |
| 2014 | Doktor Zjivago Doctor Zhivago                                       | Lucy Simon, Michael Korie, Amy Powers och Michael Weller                                                      | Malmö Opera              |
| 2014 | Evita                                                               | Andrew Lloyd-Webber och Tim Rice Översättning Rikard Bergqvist                                                | Göta Lejon               |
| 2014 | Ronja rövardotter                                                   | Astrid Lindgren Dramatisering Annina Enckell                                                                  | Kulturhuset Stadsteatern |
| 2015 | Cabaret                                                             | John Kander, Fred Ebb och Joe Masteroff Översättning Rikard Bergqvist                                         | Kulturhuset Stadsteatern |
| 2016 | Billy Elliot the Musical                                            | Lee Hall och Elton John Översättning Calle Norlén                                                             | Malmö Opera              |
| 2016 | Kinky Boots                                                         | Cyndi Lauper och Harvey Fierstein Översättning Calle Norlén                                                   | Malmö Opera              |
| 2018 | Pippin                                                              | Stephen Schwartz och Roger O Hirson Översättning Edward af Sillén och Daniel Réhn                             | Malmö Opera              |
| 2018 | Shakespeare in Love                                                 | Marc Norman och Tom Stoppard Översättning Calle Norlén                                                        | Kulturhuset Stadsteatern |
| 2019 | Spelman på taket Fiddler on the Roof                                | Joseph Stein, Jerry Bock och Sheldon Harnick                                                                  | Kulturhuset Stadsteatern |
| 2020 | Next to Normal                                                      | Brian Yorkey och Tom Kitt Översättning Calle Norlén                                                           | Uppsala Stadsteater      |
| 2020 | Jesus Christ Superstar                                              | Andrew Lloyd Webber och Tim Rice                                                                              | Trøndelag Teater         |
| 2020 | Funny Girl                                                          | Jule Styne, Bob Merrill och Isobel Lennart Översättning Calle Norlén                                          | Malmö Opera              |
| 2021 | Sound of Music                                                      | Richard Rodgers, Oscar Hammerstein, Howard Lindsay och Russel Crouse Översättning Erik Fägerborn              | Kulturhuset Stadsteatern |
| 2021 | Bröderna Lejonhjärta                                                | Astrid Lindgren Dramatisering Alexander Mørk-Eidem                                                            | Helsingborgs stadsteater |
| 2022 | Next to Normal                                                      | Brian Yorkey och Tom Kitt Översättning Calle Norlén                                                           | Uppsala Stadsteater      |
| 2022 | Robin Hoods hjärta The Heart of Robin Hood                          | David Farr Översättning Bengt Ohlsson                                                                         | Malmö stadsteater        |
| 2025 | Kinky Boots                                                         | Harvey Fierstein och Cyndi Lauper Översättning Calle Norlén                                                   | Uppsala stadsteater      |

## Roller
| År   | Roll | Produktion         | Regi      | Teater            |
| ---- | ---- | ------------------ | --------- | ----------------- |
| 1967 |      | Den girige Molière | Eva Sköld | Malmö stadsteater |